# Joseph Kennedy
Joseph Patrick "Joe" Kennedy, född 6 september 1888 i Boston, Massachusetts, död 18 november 1969 i Hyannis Port, Massachusetts, var en amerikansk affärsman och diplomat.
Joseph Kennedy studerade vid Harvard University och gjorde sedan en karriär inom den finansiella sektorn där han skapade en stor förmögenhet genom investeringar i fastigheter och ett stort antal industrier. Han var ordförande för United States Securities and Exchange Commission 1934–1935, var ordförande i USA:s sjöfartskommission 1937–1938 och USA:s ambassadör i Storbritannien 1938–1940.
I december 1961 drabbades Kennedy av en stroke, vilket ledde till att han miste talförmågan och hamnade i rullstol.
Han var gift med Rose Fitzgerald Kennedy från 7 oktober 1914 fram till sin död 1969. De fick nio barn tillsammans. Joseph fick begrava fyra av dessa.
Barn:
1. Joseph P. Kennedy Jr. (1915–1944)
2. John F. Kennedy (1917–1963)
3. Rosemary (1918–2005)
4. Kathleen (1920–1948)
5. Eunice Kennedy Shriver (1921–2009)
6. Patricia Kennedy Lawford (1924–2006) var gift med skådespelaren Peter Lawford)
7. Robert F. Kennedy (1925–1968)
8. Jean Kennedy Smith (1928–2020)
9. Ted Kennedy (1932–2009)